# Černčice (Náchodi járás)
Černčice település Csehországban, Náchodi járásban. Černčice Nahořany, Slavětín nad Metují, Vršovka, Bohuslavice és Nové Město nad Metují településekkel határos. Lakosainak száma 474 fő (2024. január 1.).

## Népesség
A település lakosságának változását az alábbi diagram mutatja:
| Lakosok száma | 527  | 557  | 636  | 442  | 411  | 452  | 490  | 488  | 482  | 474  |
|               | 1869 | 1890 | 1921 | 1950 | 1980 | 2001 | 2017 | 2019 | 2022 | 2024 |